# Bolsa de Ginebra
La Bolsa de Valores de Ginebra era una bolsa de valores en Ginebra, Suiza. 
Fundada en 1850, fue la primera bolsa de valores de Suiza. Creada inicialmente como una asociación de corredores de bolsa, fue regulada por primera vez en 1855. 
Tuvo más éxito que los intercambios rivales que se abrieron en Basilea (1866) y Zúrich (1873), ya que permitió el acceso público. Atrajo mucha atención de los bancos en la Suiza de habla alemana en las décadas de 1920 y 1930 y el dominio de la Bolsa de Valores de Ginebra formó la base de la prominencia de Ginebra en las finanzas internacionales.
Se fusionó en la bolsa de comercio electrónico SWX Swiss Exchange totalmente automatizada entre 1993 y 1995.